# Meliboeus tribulis
Meliboeus tribulis es una especie de escarabajo del género Meliboeus, familia Buprestidae. Fue descrita científicamente por Faldermann en 1835.